# Siegfried Thalheimer
Siegfried Thalheimer (* 10. Januar 1899 in Düsseldorf; † 13. September 1981 in Seeon) war ein deutscher Journalist, Publizist, Schriftsteller und Kunsthändler.

## Leben
Nach seinem Studium, das er mit Promotion zum Dr. phil. abschloss, war er von 1928 bis 1933 Chefredakteur der Düsseldorfer Lokal-Zeitung. Im Frühjahr 1933 musste er als Jude und als Journalist mit unbequemen Überzeugungen Düsseldorf fluchtartig verlassen, 1934 ging er nach Saarbrücken, nach dem Anschluss des Saargebiets an das Deutsche Reich 1935 nach Frankreich (Paris). Thalheimer war Herausgeber der regimekritischen deutschsprachigen Publikationen Westland. Unabhängige deutsche Wochenzeitung in Saarbrücken und Ordo in Paris. Im Jahr 1941 ging er in die USA, wo er sich in New York als Kunsthändler betätigte, unterstützt von seinem Schwager Max Stern, der nach Montreal emigriert war.
Er kehrte 1949 nach Deutschland zurück und lebte in Seeon in Oberbayern. Seine Frau Gerda, geb. Stern (1902–1994), mit der er seit 1928 verheiratet war, und die Tochter Ruth (* 1929) blieben in New York. Ein Teilnachlass (1. Lieferung) befindet sich im Exilarchiv der Deutschen Nationalbibliothek in Frankfurt am Main, ein anderer Teil in der Bibliothek der National Gallery of Canada in Ottawa.

## Werke
- Das deutsche Flottengesetz von 1898. Fritz, Düsseldorf 1926, zugl. Bonn, Phil. Diss., 1926.
- Gespräch über Deutschlands Zukunft. C. H. Beck, München 1959 (= Beck’sche schwarze Reihe. Band 4).
- Macht und Gerechtigkeit. Ein Beitrag zur Geschichte des Falles Dreyfus. Beck, München 1958
- Die Affäre Dreyfus. Ein Dokumentarband. Dt. Taschenbuch Verlag, München 1963 (= dtv-Taschenbücher. 112).
- Der Genter Altar. Beck, München 1967.